# Claus van Amsberg
Claus George Willem Otto Frederik Geert, Prins der Nederlanden, jonkheer van Amsberg, geboren als Klaus-Georg Wilhelm Otto Friedrich Gerd von Amsberg (Hitzacker, 6 september 1926 – Amsterdam, 6 oktober 2002), was de prins-gemaal van koningin Beatrix der Nederlanden.

## Jeugdjaren

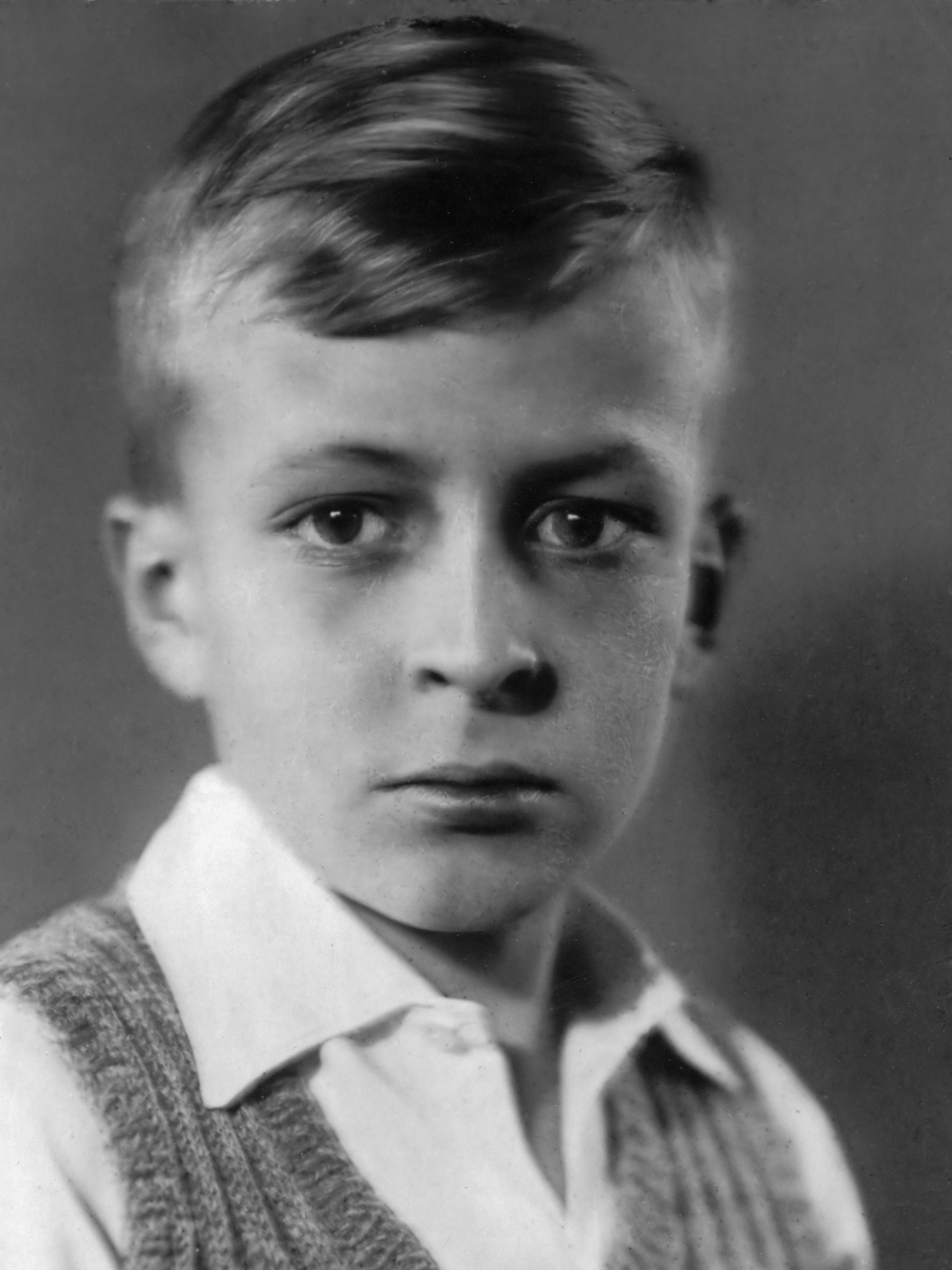
Claus van Amsberg (1936)

Claus werd geboren op het Noord-Duitse landgoed Dötzingen, net buiten het stadje Hitzacker aan de rivier de Elbe. Hij behoorde tot een laagadellijke Duitse familie. Zijn overgrootvader, generaal-majoor Gabriel Ludwig Johann von Amsberg (1822–1895), was op 31 oktober 1891 door groothertog Frederik Frans III van Mecklenburg-Schwerin gemachtigd het adelspredicaat von te blijven voeren dat diens vader al had gevoerd zonder dat van adelsverheffing sprake was.
Claus' vader, Claus Felix von Amsberg (1890–1953), was sinds 1917 rentmeester op het landgoed, na een mislukt avontuur als planter in Afrika. Hij trouwde met Gösta Freiin von dem Bussche-Haddenhausen (1902–1996), de jongste dochter van Gabriele Freiin von dem Bussche-Ippenburg (1877–1973) die sinds 1922 vrouwe van Dötzingen was. Ook Claus' moeder was van lage, zij het van oude adel; haar vader werd pas in 1884 Freiherr (baron).
In 1928 vertrok het gezin naar de voormalige Duitse kolonie Tanganyika (het latere Tanzania), waar zijn vader bedrijfsleider werd van een koffie- en sisalplantage die in Duits-Engelse handen was. Claus bracht een kleine tien jaar van zijn jeugd in Tanganyika door en typeerde later die jaren als bijzonder gelukkig. In 1933 stuurde zijn moeder hem en zijn zusjes naar familie in Bad Doberan aan de Duitse Oostzeekust. Daar zat hij op de lagere school. Hij had het er niet naar zijn zin en in 1936 werd hij in Tanganyika op een Duitse kostschool in Lushoto geplaatst. Daar werd hij verplicht lid van de Hitlerjugend.

## Oorlog
In 1938 vertrok zijn moeder met hem naar nazi-Duitsland. Hij ging er naar het internaat Baltenschule in Misdroy op het eiland Wollin in Pommeren. Toen het oorlogsgeweld toenam, ging hij wonen bij zijn grootmoeder in Bad Doberan en vervolgde van januari tot augustus 1943 zijn schoolopleiding op het plaatselijke Friderico-Francisceum-Gymnasium. Dat jaar werd hij "automatisch" lid van de NSDAP-Jungvolk en de Hitlerjugend. Van augustus 1943 tot januari 1944 werd hij ingezet als 'marinehelper' in de omgeving van Kiel.
In januari 1944 werd hij voor twee maanden opgeroepen voor de Reichsarbeitsdienst en ingedeeld bij een vliegveld in de stad Koningsbergen, thans Kaliningrad in Rusland. Terug op school behaalde hij in juli 1944 een (oorlogs)einddiploma.
Daarna werd hij meteen opgeroepen voor militaire dienst. Van augustus 1944 tot maart 1945 verbleef hij in Neuruppin bij de reserve-pantserafdeling. In die periode volgde hij drie maanden lang in het door de Duitsers bezette Deense Viborg een opleiding aan de plaatselijke pantserschool. Vervolgens werd hij begin maart als vaandrig ingedeeld bij de negentigste Panzergrenadierdivisie in Italië. Naar eigen zeggen heeft hij na zijn opleiding geen schot meer gelost.
Op 2 mei 1945 maakten de Amerikanen hem in Zuid-Tirol bij Meran krijgsgevangen en brachten hem naar een interneringskamp in Ghedi, waar hij aan het werk werd gesteld als tolk en chauffeur. Vanaf september 1945 verbleef hij in het Amerikaanse kamp Latimer in Engeland. Als krijgsgevangene fungeerde hij er opnieuw als tolk.
Eind dat jaar werd hij vrijgelaten en in december 1945 ging hij wonen in zijn geboorteplaats aan de Elbe. Zijn oorlogsschooldiploma werd na de oorlog niet erkend en eind 1947 legde hij in Lüneburg met goed gevolg opnieuw het eindexamen voor het gymnasium af. Zijn ouders, die als Duitse burgers en vermeende vijanden van het Britse Rijk in Afrika vastgehouden werden in een interneringskamp, zag hij dat jaar voor het eerst na de oorlog terug.

## Carrière
Om in aanmerking te komen voor de studie werktuigbouwkunde, was hij van januari tot november 1948 werkzaam in een machinefabriek te Winsen (Luhe), vlak bij Hamburg. Omdat hij werd uitgeloot, besloot hij rechten te studeren aan de universiteit in Hamburg. Als werkstudent had hij allerlei baantjes. In 1952 studeerde hij af. In 1953 overleed zijn vader. Na een stage in de Verenigde Staten en een korte periode op een advocatenkantoor, waar hij zich bezighield met het rechtsherstel van Joodse Duitsers in West-Duitsland, koos hij voor een nieuwe richting: de diplomatie. Op 1 april 1957 werd hij na een geslaagde selectietest ambtenaar op het West-Duitse ministerie van Buitenlandse Zaken. In 1958 slaagde hij voor het examen attaché.
Zijn eerste buitenlandse diplomatieke baan was die van derde ambassadesecretaris in de Dominicaanse Republiek. Hij werd bevorderd tot tweede secretaris van de West-Duitse ambassade en bleef lonken naar een post in Afrika. In 1961 werd hij tweede ambassadesecretaris en eerste medewerker van de ambassadeur, in Ivoorkust.

## Ontmoeting met Beatrix

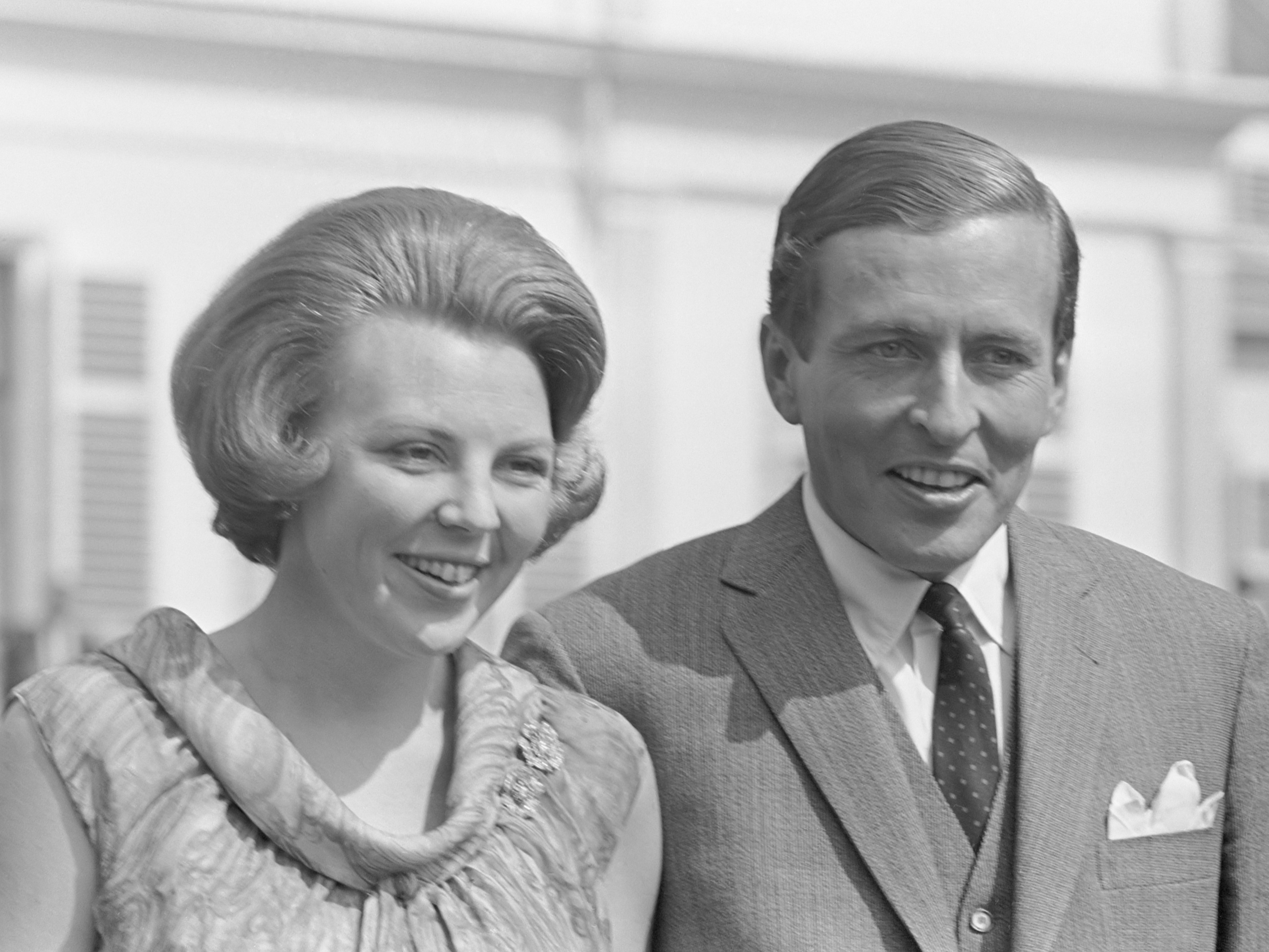
Foto genomen op de dag van de bekendmaking van de verloving

Op oudejaarsavond 1962 ontmoette hij de Nederlandse kroonprinses Beatrix voor het eerst op een feestje bij vrienden in Bad Driburg. Anderhalf jaar later volgden ontmoetingen rond het huwelijk van prinses Tatiana zu Sayn-Wittgenstein en Maurits Prinz von Hessen. In 1963 ging Claus in Bonn werken op het ministerie van Buitenlandse Zaken, sectie Economische Betrekkingen met Afrika ten zuiden van de Sahara. Verscheidene ontmoetingen eind 1964 en begin 1965, waarbij Richard Prinz zu Sayn-Wittgenstein-Berleburg als rookgordijn fungeerde, verstevigden de relatie tussen Claus en Beatrix.
Op 1 mei 1965 signaleerde fotograaf John de Rooij hen in de tuin van kasteel Drakensteyn. De foto verscheen vijf dagen later in de Britse Daily Express en daarna in Nederlandse kranten. Nadat de pers de identiteit van Claus – destijds woonachtig in Bad Godesberg – had achterhaald, voelden Claus en Beatrix zich gedwongen een versnelde beslissing te nemen. Op 28 juni maakten zij hun verloving bekend tijdens een televisie-uitzending.
Het feit dat hij de Duitse nationaliteit bezat, lid was geweest van de Hitlerjugend en in de Wehrmacht had gediend, zorgde voor commotie bij een deel van de Nederlandse bevolking; twintig jaar na de Duitse bezetting van Nederland lag dit nog gevoelig. In juni 1965 werden bij het treinstation Staatsspoor in Den Haag oude nazi-propagandapamfletten opgehangen met daaronder de tekst: 'Claus, terug naar je Heimat'. Ook werden in de stad oranje hakenkruizen op de muren geschilderd, met de letter B erbij. In Amsterdam – met name op de Munttoren, maar ook elders in de stad – werd met witte verf 'Raus Claus' op muren en schuttingen gekalkt.
Bij een bezoek aan de Jaarbeurs in Utrecht op 13 september 1965 werden naast veel confetti ook stenen naar Claus en Beatrix gegooid. Een rauw ei kwam terecht op de motorkap van de wagen die achter hen reed. Aan een naar het paar gegooid propje bevond zich een lint met de tekst "Claus Raus".
Het Nederlandse parlement debatteerde lang en heftig over het voorgenomen huwelijk en pas nadat de historicus Loe de Jong in Italië had vastgesteld dat Claus geen enkele oorlogsmisdaad te verwijten viel, verklaarden de fractievoorzitters dat een wetsvoorstel voor het huwelijk een meerderheid zou halen. Op 10 december 1965 kreeg hij een Nederlands paspoort en op 16 februari 1966 werd zijn naam officieel gewijzigd in Claus George Willem Otto Frederik Geert van Amsberg.

## Huwelijksjaren

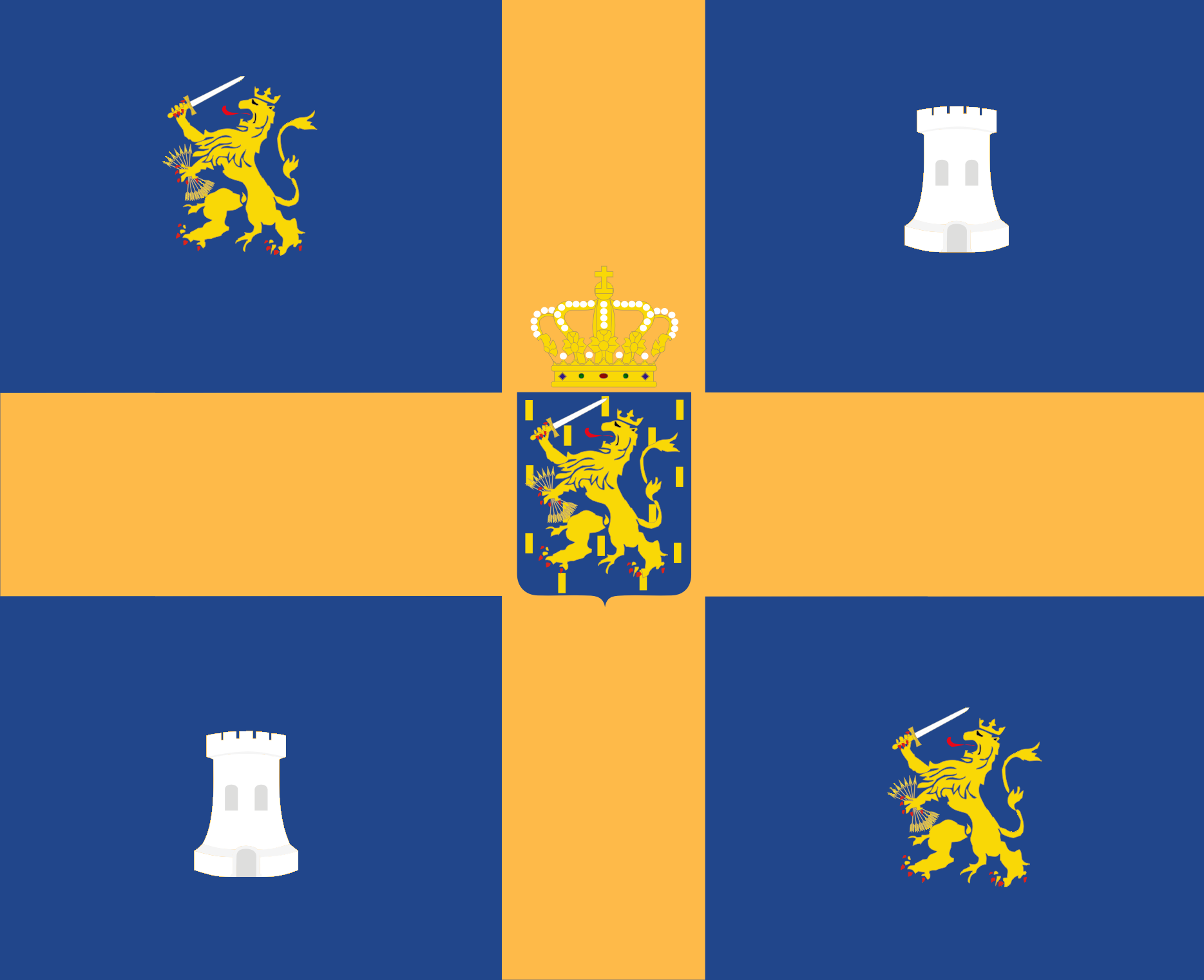
Standaard van prins Claus

Op 10 maart 1966 traden Beatrix en Claus in het huwelijk, waarbij hij de titel Prins der Nederlanden en het predicaat Jonkheer van Amsberg kreeg. Claus' huwelijksgetuigen waren zijn oom Julius Freiherr von dem Bussche-Haddenhausen, de gezamenlijke vriend van hem en Beatrix jonkheer Frans Alting von Geusau, zijn vriend Johan Christian Freiherr von Jenisch en zijn studievriend Ferdinand Graf von Bismarck. De rijtoer naar en van de kerk in Amsterdam, waar de Provobeweging zich al tijden roerde, werd verstoord door relletjes met rookbommen en zevenklappers. Volgens enkele kranten waren er zo'n duizend relschoppers. Een deel scandeerde "revolutie" en "Claus heraus". Dranghekken en vlaggenmasten werden omvergetrokken en fietsen en bromfietsen op straat gegooid. In de Kalverstraat werd een auto omgeduwd.
Claus ging bij Beatrix in kasteel Drakensteyn wonen en begon Nederlands te leren. In het eerste jaar van zijn huwelijk hield hij zich op de achtergrond. Bij de geboorte van zijn oudste kind stond hij voor het eerst alleen in het middelpunt van de belangstelling, toen hij in het stadhuis van Utrecht zijn oudste zoon kwam aangeven bij de burgerlijke stand en in een televisietoespraak tot het Nederlandse volk sprak.
In 1967 liep hij de Nijmeegse Vierdaagse uit. Het bijbehorende vierdaagsekruisje verwierf hij hierbij. Hij merkte zelf eens op dat dit de enige onderscheiding is waar hij daadwerkelijk inspanning voor had moeten tonen; de overige verkreeg hij vooral als echtgenoot van Beatrix. Bij zijn opbaring in Paleis Noordeinde en de begrafenisdienst in de Nieuwe Kerk lag het vierdaagsekruisje op of bij zijn kist.
Claus was enorm geraakt toen in 1972 bij de Olympische Zomerspelen van München het Israëlische team door Palestijnen gegijzeld werd. Hij vond het onbegrijpelijk dat het IOC dit niet had kunnen voorkomen. Sindsdien wilde hij niets meer met de Olympische Spelen te maken hebben, echter keurde hij - voordat Willem-Alexander het lidmaatschap aanvaardde - het IOC-lidmaatschap van zijn oudste zoon wel goed.
Zijn hele leven, tot aan zijn sterfbed toe, bleef hij zich als geboren Duitser medeverantwoordelijk voelen voor de gruwelijkheden tijdens het nazi-regime. Volgens zijn oudste zoon leed hij hier zwaar onder.

## Kinderen
Uit het huwelijk werden drie zoons geboren:
- Willem-Alexander (27 april 1967)
- Friso (25 september 1968 – 12 augustus 2013)
- Constantijn (11 oktober 1969)

Bij leven werd op 8 juni 2002 zijn eerste kleinkind geboren, gravin Eloise, de dochter van prins Constantijn en prinses Laurentien.

## Maatschappelijke betrokkenheid

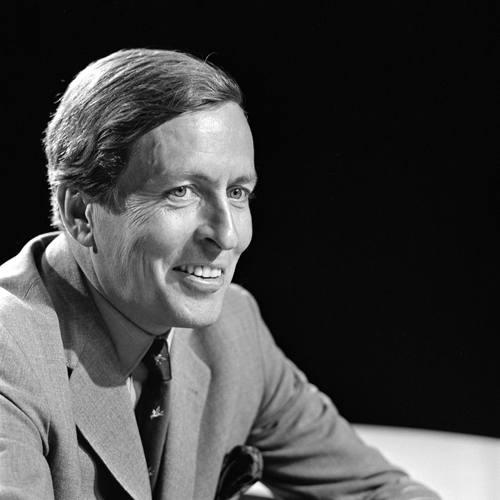
Prins Claus in 1970

Prins Claus bleef zijn hele leven bijzonder geboeid door Afrika. In 1970 werd hij benoemd tot voorzitter van de Nationale Commissie voor Ontwikkelingsstrategie, een soort publiciteitsorgaan voor het ontwikkelingsbeleid van de regering. Een aantal aanbevelingen van die commissie, zoals een kleine subsidie aan het Angola Comité, dat streed voor een onafhankelijk Angola en een koffieboycot organiseerde om het toenmalige regime van de Portugese kolonie dwars te zitten, bleek de prins in een politiek omstreden rol te plaatsen. Daarom kreeg hij functies die minder gevoelig werden geacht: die van voorzitter van de Stichting Nederlandse Vrijwilligers en bijzonder adviseur van de minister voor Ontwikkelingssamenwerking. In die functies voelde prins Claus zich heel beperkt, want zijn persoonlijke mening moest hij meestal voor zich houden. Toch wist hij door diplomatiek optreden en ook door de vele lezingen die hij gaf over ontwikkelingssamenwerking, sommige van zijn ideeën terdege over te brengen. Zo veranderde mede door zijn invloed de basisvisie op ontwikkelingswerk: in plaats van landen in de derde wereld te helpen, moest volgens hem aan deze landen worden geleerd hoe ze zichzelf konden helpen.

## Troonsbestijging Beatrix
Op 30 april 1980 besteeg Beatrix de Nederlandse troon en het gezin verhuisde in 1981 naar Huis ten Bosch in Den Haag. Bij wet van 10 juni 1981 werd Claus aangewezen als regent, mocht Beatrix komen te overlijden, voordat de troonopvolger de leeftijd van achttien jaar had bereikt. Hij kreeg als prins-gemaal meer ceremoniële taken en leed onder het gebrek aan echt inhoudelijk werk.

## Ontwikkelingssamenwerking

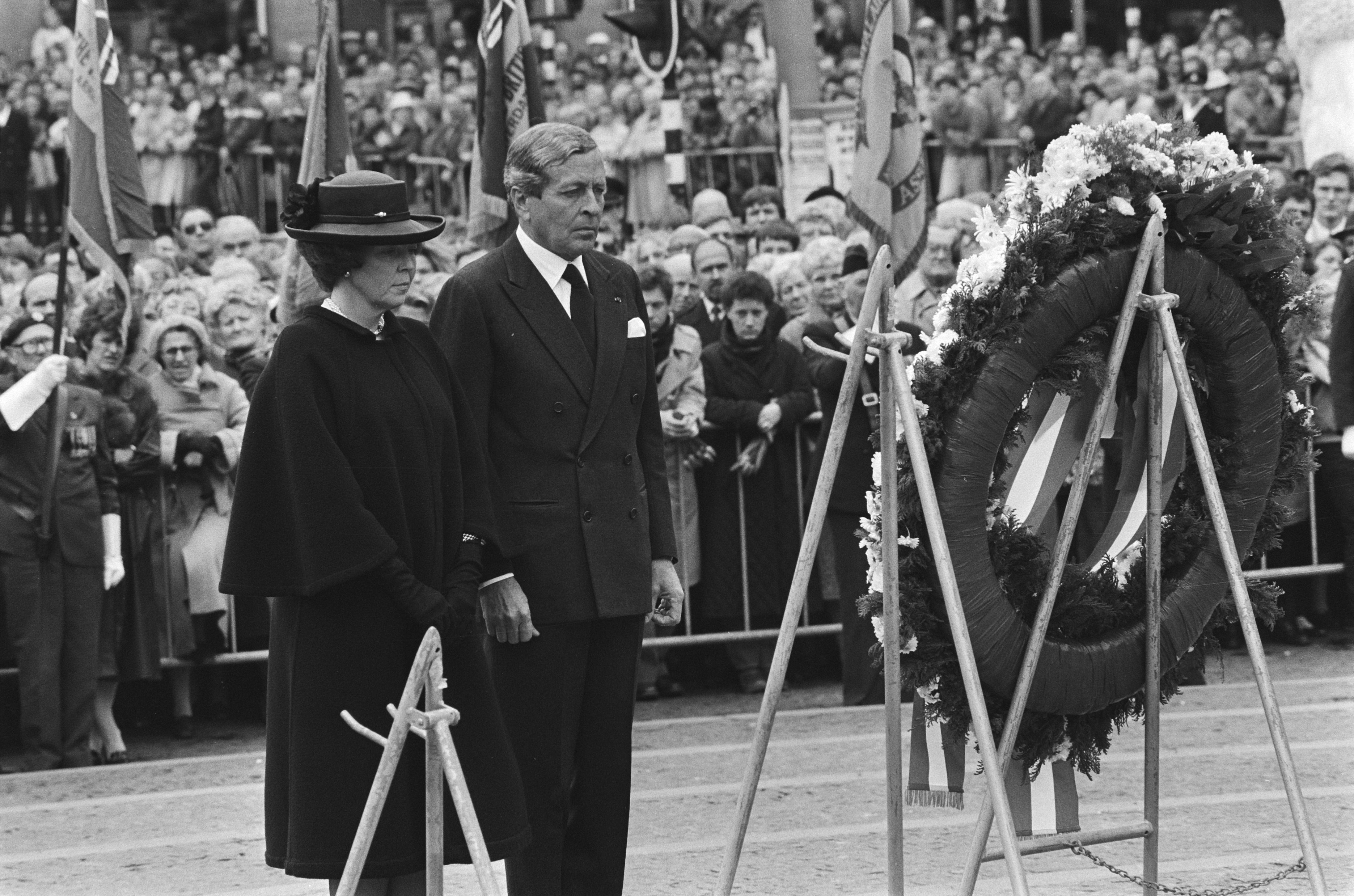
Prins Claus en koningin Beatrix tijdens de Nationale Dodenherdenking op 4 mei 1985

De Nederlandse regering zag in dat de kwaliteiten van de prins anders benut moesten worden. In 1984 werd hij benoemd tot inspecteur-generaal Ontwikkelingssamenwerking, een functie waarin hij veel landen moest bezoeken. Verder werd hij benoemd tot lid van de Raad van Commissarissen van De Nederlandsche Bank en van de PTT, en voorzitter van het Export Platform Verkeer en Waterstaat. Ook werd hij lid van de Stichting Biowetenschappen en Maatschappij. Desondanks bleef zijn slagkracht beperkt, vanwege zijn positie als lid van het Koninklijk Huis. In 1991 werd bij hem de ziekte van Parkinson geconstateerd. Een verschijnsel daarvan was zijn stramme motoriek.
In 1996 stelde de regering ter gelegenheid van zijn zeventigste verjaardag het Prins Claus Fonds in. Het fonds keert geldbedragen uit ter ondersteuning van cultuur en ontwikkeling in derdewereldlanden. Dit wordt de Prins Claus Prijs genoemd.

## Ziektes en overlijden

### Depressies
In 1982 werd de prins opgenomen in het Nijmeegse Radboudziekenhuis. De Rijksvoorlichtingsdienst (RVD) verklaarde zijn ziekte als: 'klachten van depressieve aard'. Op 1 oktober 1982 deelde de RVD mee dat hij was overgeplaatst naar de psychiatrische universiteitskliniek in het Zwitserse Basel. In eerste instantie verbleef hij er vier weken. Ruim zeshonderd rooms-katholieken vertrokken op 30 oktober 1982 vanuit Nederland naar het Duitse bedevaartsoord Kevelaer om voor hem te bidden. Half november 1982 ging hij met Beatrix op staatsbezoek naar Engeland, maar hij deed vanwege zijn depressies niet mee aan het volledige programma. Daarna vertrok hij weer naar de kliniek in Basel om er tot vlak voor Kerstmis te blijven. Het duurde enkele jaren voordat hij zijn ziekte overwonnen had. Vanwege zijn depressies was hij in 1983 niet aanwezig op Koninginnedag.

### Tumor en ziekte van Parkinson
De laatste jaren van zijn leven beleefde prins Claus periodes van ziekte, afgewisseld met oplevingen en actieve periodes. In 1998 onderging hij een geslaagde operatie wegens prostaatkanker, maar de bestralingen zorgden in 2000 voor urinewegproblemen. In 2001 werd een nier verwijderd en kreeg hij problemen met de andere nier. Op 2 februari 2002 woonde hij het huwelijk bij van zijn zoon kroonprins Willem-Alexander met Máxima Zorreguieta. Luchtweginfecties hielden hem dat voorjaar wekenlang in het ziekenhuis. Op 9 augustus werd een kransslagader gedotterd. Op 6 oktober 2002 werden de gevolgen van de ziekte van Parkinson en een longontsteking hem fataal. Prins Claus werd 76 jaar oud.

### Uitvaart
Claus werd op 15 oktober 2002 bijgezet in de Grafkelder van Oranje-Nassau in de Nieuwe Kerk in Delft. Voorgangers in de uitvaartliturgie waren dominee Carel ter Linden en dichter en ex-priester Huub Oosterhuis.

## Nevenfuncties

Monogram van prins Claus.

- lid Raad van Advies voor de Ruimtelijke Ordening (sinds 22 februari 1967)
- lid Nationale Adviesraad voor Ontwikkelingssamenwerking (1967)
- zitting in de Raad van State (26 juni 1967 tot aan zijn overlijden)
- lid Nationale Adviesraad voor Ontwikkelingssamenwerking
- lid beheerscommissie leergang buitenlandse betrekkingen, Nederlands Genootschap voor Internationale Zaken (sinds september 1968)
- voorzitter Export Platform Verkeer en Waterstaat
- voorzitter Nationale Commissie voor Ontwikkelingsstrategie (2 december 1970 tot 1974)
- voorzitter Stichting Nederlandse Vrijwilligers (later SNV Nederlandse Ontwikkelingsorganisatie) (1974 tot 1980)
- lid Raad van Commissarissen, N.V. De Nederlandsche Bank (1984 tot 1998)
- lid Raad van Commissarissen, Koninklijke PTT NV (1984 tot 1998)
- lid en voorzitter bestuur Stichting Bio-wetenschappen en Maatschappij (1984 tot 1987)
- lid Bankraad (26 augustus 1986 tot 1998)

## Erefuncties
- erevoorzitter Stichting Nationaal Contact Monumenten
- erevoorzitter Koning Willem I Stichting
- erevoorzitter bestuur Stichting Bio-wetenschappen en Maatschappij (sinds 1987 tot aan zijn overlijden)
- beschermheer Koninklijk Concertgebouworkest
- beschermheer Scouting Nederland
- beschermheer De Hollandsche Molen
- beschermheer Nationaal Muziekinstrumenten Fonds
- beschermheer Nederlandse Bachvereniging (sinds 1981)
- beschermheer Koninklijk Instituut voor Taal-, Land- en Volkenkunde
- Honorary Fellow Institute of Social Studies
- Honorary Fellow Society for International Development
- erevoorzitter Stichting Nederlandse Vrijwilligers (sinds 1980 tot aan zijn overlijden)
- erevoorzitter Prins Claus Fonds voor Cultuur en Ontwikkeling (sinds 1996 tot aan zijn overlijden)

## Herinnering
De prins bleef in de ogen van het grote publiek heel lang een aardige, maar wat treurig ogende en kwetsbare figuur in de schaduw van koningin Beatrix. De laatste jaren wist hij dit beeld bij te stellen door zijn betrokkenheid bij het wel en wee van ontwikkelingslanden, zijn openhartige interviews, zijn juridische gevechten tegen onjuiste publicaties in roddelbladen en zijn ludieke acties als protest tegen het strakke keurslijf. Zo riep hij tijdens zijn toespraak bij de uitreiking van de Prins Claus Prijs in 1998, gewijd aan Afrikaanse mode, alle mannen op "hun nek uit te steken", deed hij met de uitroep "dasdragers aller landen, verenigt u!" zijn stropdas af en wierp deze weg.
Prins Claus heeft bij velen in de herinnering het beeld achtergelaten van een stijlvolle en bijzonder integere man. Ten tijde van zijn overlijden werd hij algemeen beschouwd als het populairste lid van de koninklijke familie.
In het koninkrijk zijn nog veel tastbare herinneringen aan prins Claus. Straten, pleinen en instellingen als scholen zijn naar hem vernoemd. Het Prins Clausplein, een belangrijke schakel in het Nederlandse snelwegnet, draagt zijn naam. Hetzelfde geldt voor de Prins Clausbrug in Utrecht. Het Prins Claus Fonds werd ter gelegenheid van zijn zeventigste verjaardag opgericht en heeft als doel om culturele kennis te vergroten en een goede wisselwerking tussen cultuur en ontwikkeling te bevorderen.
Op 6 december 2009 vond een eenmalige voorstelling plaats in Koninklijk Theater Carré in Amsterdam onder de titel Claus!, naar het idee en onder regie van John Leerdam van Stichting Julius Leeft! Het was een lezing met muziek van Harto Soemodihardjo en teksten van Paulette Smit, Pieter Hilhorst, Yoeri Albrecht, Manoushka Zeegelaar Breeveld en Guus Pengel, waarin een keur van artiesten, politici en andere Nederlanders de rol van Claus op zich namen.

## Titels en predicaten
- Zijne Koninklijke Hoogheid Prins Claus der Nederlanden, Jonkheer van Amsberg (1966–2002)

- Het adelspredicaat von in zijn Duitse naam, werd bij zijn huwelijk vervangen door "Jonkheer van" en sindsdien ook zo overgedragen op zijn kinderen.
- Na de troonsbestijging van Beatrix heeft hij afgezien van de titel “De Prins der Nederlanden”, zoals zijn schoonvader Bernhard die voerde.[16]

## Voorouders
| Gabriel von Amsberg (1822–1895) | Gabriel von Amsberg (1822–1895) | Gabriel von Amsberg (1822–1895) | Gabriel von Amsberg (1822–1895) | Gabriel von Amsberg (1822–1895) | Gabriel von Amsberg (1822–1895) | Marie Friederike von Passow (1831–1904) | Marie Friederike von Passow (1831–1904) | Marie Friederike von Passow (1831–1904) | Marie Friederike von Passow (1831–1904) | Marie Friederike von Passow (1831–1904) | Marie Friederike von Passow (1831–1904) |                                     |                                     | Leopold von Vieregge (1832–1893)    | Leopold von Vieregge (1832–1893)    | Leopold von Vieregge (1832–1893) | Leopold von Vieregge (1832–1893) | Leopold von Vieregge (1832–1893) | Leopold von Vieregge (1832–1893) | Agnes von Gutschmid (1842–1924) | Agnes von Gutschmid (1842–1924) | Agnes von Gutschmid (1842–1924) | Agnes von Gutschmid (1842–1924) | Agnes von Gutschmid (1842–1924) | Agnes von Gutschmid (1842–1924) |  |  | Julius Ernst von dem Bussche-Haddenhausen (1827–1882) | Julius Ernst von dem Bussche-Haddenhausen (1827–1882) | Julius Ernst von dem Bussche-Haddenhausen (1827–1882) | Julius Ernst von dem Bussche-Haddenhausen (1827–1882) | Julius Ernst von dem Bussche-Haddenhausen (1827–1882) | Julius Ernst von dem Bussche-Haddenhausen (1827–1882) | Juliana von Salviati (1832–1892)               | Juliana von Salviati (1832–1892)               | Juliana von Salviati (1832–1892)               | Juliana von Salviati (1832–1892)               | Juliana von Salviati (1832–1892)               | Juliana von Salviati (1832–1892)               |                                                |                                                | Eberhard von dem Bussche-Ippenburg (1851–1937) | Eberhard von dem Bussche-Ippenburg (1851–1937) | Eberhard von dem Bussche-Ippenburg (1851–1937) | Eberhard von dem Bussche-Ippenburg (1851–1937) | Eberhard von dem Bussche-Ippenburg (1851–1937) | Eberhard von dem Bussche-Ippenburg (1851–1937) | Barbara von Chelius (1856–1949)                | Barbara von Chelius (1856–1949)                | Barbara von Chelius (1856–1949) | Barbara von Chelius (1856–1949) | Barbara von Chelius (1856–1949) | Barbara von Chelius (1856–1949) |  |  |  |  |  |  |  |  |  |  |  |  |  |  |  |  |  |  |  |  |  |  |  |  |  |  |  |  |  |  |  |  |  |  |  |  |  |  |  |  |  |  |  |  |  |  |  |  |
| Gabriel von Amsberg (1822–1895) | Gabriel von Amsberg (1822–1895) | Gabriel von Amsberg (1822–1895) | Gabriel von Amsberg (1822–1895) | Gabriel von Amsberg (1822–1895) | Gabriel von Amsberg (1822–1895) | Marie Friederike von Passow (1831–1904) | Marie Friederike von Passow (1831–1904) | Marie Friederike von Passow (1831–1904) | Marie Friederike von Passow (1831–1904) | Marie Friederike von Passow (1831–1904) | Marie Friederike von Passow (1831–1904) |                                     |                                     | Leopold von Vieregge (1832–1893)    | Leopold von Vieregge (1832–1893)    | Leopold von Vieregge (1832–1893) | Leopold von Vieregge (1832–1893) | Leopold von Vieregge (1832–1893) | Leopold von Vieregge (1832–1893) | Agnes von Gutschmid (1842–1924) | Agnes von Gutschmid (1842–1924) | Agnes von Gutschmid (1842–1924) | Agnes von Gutschmid (1842–1924) | Agnes von Gutschmid (1842–1924) | Agnes von Gutschmid (1842–1924) |  |  | Julius Ernst von dem Bussche-Haddenhausen (1827–1882) | Julius Ernst von dem Bussche-Haddenhausen (1827–1882) | Julius Ernst von dem Bussche-Haddenhausen (1827–1882) | Julius Ernst von dem Bussche-Haddenhausen (1827–1882) | Julius Ernst von dem Bussche-Haddenhausen (1827–1882) | Julius Ernst von dem Bussche-Haddenhausen (1827–1882) | Juliana von Salviati (1832–1892)               | Juliana von Salviati (1832–1892)               | Juliana von Salviati (1832–1892)               | Juliana von Salviati (1832–1892)               | Juliana von Salviati (1832–1892)               | Juliana von Salviati (1832–1892)               |                                                |                                                | Eberhard von dem Bussche-Ippenburg (1851–1937) | Eberhard von dem Bussche-Ippenburg (1851–1937) | Eberhard von dem Bussche-Ippenburg (1851–1937) | Eberhard von dem Bussche-Ippenburg (1851–1937) | Eberhard von dem Bussche-Ippenburg (1851–1937) | Eberhard von dem Bussche-Ippenburg (1851–1937) | Barbara von Chelius (1856–1949)                | Barbara von Chelius (1856–1949)                | Barbara von Chelius (1856–1949) | Barbara von Chelius (1856–1949) | Barbara von Chelius (1856–1949) | Barbara von Chelius (1856–1949) |  |  |  |  |  |  |  |  |  |  |  |  |  |  |  |  |  |  |  |  |  |  |  |  |  |  |  |  |  |  |  |  |  |  |  |  |  |  |  |  |  |  |  |  |  |  |  |  |
|                                 |                                 |                                 |                                 |                                 |                                 |                                         |                                         |                                         |                                         |                                         |                                         |                                     |                                     |                                     |                                     |                                  |                                  |                                  |                                  |                                 |                                 |                                 |                                 |                                 |                                 |  |  |                                                       |                                                       |                                                       |                                                       |                                                       |                                                       |                                                |                                                |                                                |                                                |                                                |                                                |                                                |                                                |                                                |                                                |                                                |                                                |                                                |                                                |                                                |                                                |                                 |                                 |                                 |                                 |  |  |  |  |  |  |  |  |  |  |  |  |  |  |  |  |  |  |  |  |  |  |  |  |  |  |  |  |  |  |  |  |  |  |  |  |  |  |  |  |  |  |  |  |  |  |  |  |
|                                 |                                 |                                 |                                 | Wilhelm von Amsberg (1856–1929) | Wilhelm von Amsberg (1856–1929) | Wilhelm von Amsberg (1856–1929)         | Wilhelm von Amsberg (1856–1929)         | Wilhelm von Amsberg (1856–1929)         | Wilhelm von Amsberg (1856–1929)         |                                         |                                         |                                     |                                     |                                     |                                     | Elise von Vieregge (1866–1951)   | Elise von Vieregge (1866–1951)   | Elise von Vieregge (1866–1951)   | Elise von Vieregge (1866–1951)   | Elise von Vieregge (1866–1951)  | Elise von Vieregge (1866–1951)  |                                 |                                 |                                 |                                 |  |  |                                                       |                                                       |                                                       |                                                       | Georg von dem Bussche-Haddenhausen (1869–1923)        | Georg von dem Bussche-Haddenhausen (1869–1923)        | Georg von dem Bussche-Haddenhausen (1869–1923) | Georg von dem Bussche-Haddenhausen (1869–1923) | Georg von dem Bussche-Haddenhausen (1869–1923) | Georg von dem Bussche-Haddenhausen (1869–1923) |                                                |                                                |                                                |                                                |                                                |                                                | Gabriele von dem Bussche-Ippenburg (1877–1973) | Gabriele von dem Bussche-Ippenburg (1877–1973) | Gabriele von dem Bussche-Ippenburg (1877–1973) | Gabriele von dem Bussche-Ippenburg (1877–1973) | Gabriele von dem Bussche-Ippenburg (1877–1973) | Gabriele von dem Bussche-Ippenburg (1877–1973) |                                 |                                 |                                 |                                 |  |  |  |  |  |  |  |  |  |  |  |  |  |  |  |  |  |  |  |  |  |  |  |  |  |  |  |  |  |  |  |  |  |  |  |  |  |  |  |  |  |  |  |  |  |  |  |  |
|                                 |                                 |                                 |                                 | Wilhelm von Amsberg (1856–1929) | Wilhelm von Amsberg (1856–1929) | Wilhelm von Amsberg (1856–1929)         | Wilhelm von Amsberg (1856–1929)         | Wilhelm von Amsberg (1856–1929)         | Wilhelm von Amsberg (1856–1929)         |                                         |                                         |                                     |                                     |                                     |                                     | Elise von Vieregge (1866–1951)   | Elise von Vieregge (1866–1951)   | Elise von Vieregge (1866–1951)   | Elise von Vieregge (1866–1951)   | Elise von Vieregge (1866–1951)  | Elise von Vieregge (1866–1951)  |                                 |                                 |                                 |                                 |  |  |                                                       |                                                       |                                                       |                                                       | Georg von dem Bussche-Haddenhausen (1869–1923)        | Georg von dem Bussche-Haddenhausen (1869–1923)        | Georg von dem Bussche-Haddenhausen (1869–1923) | Georg von dem Bussche-Haddenhausen (1869–1923) | Georg von dem Bussche-Haddenhausen (1869–1923) | Georg von dem Bussche-Haddenhausen (1869–1923) |                                                |                                                |                                                |                                                |                                                |                                                | Gabriele von dem Bussche-Ippenburg (1877–1973) | Gabriele von dem Bussche-Ippenburg (1877–1973) | Gabriele von dem Bussche-Ippenburg (1877–1973) | Gabriele von dem Bussche-Ippenburg (1877–1973) | Gabriele von dem Bussche-Ippenburg (1877–1973) | Gabriele von dem Bussche-Ippenburg (1877–1973) |                                 |                                 |                                 |                                 |  |  |  |  |  |  |  |  |  |  |  |  |  |  |  |  |  |  |  |  |  |  |  |  |  |  |  |  |  |  |  |  |  |  |  |  |  |  |  |  |  |  |  |  |  |  |  |  |
|                                 |                                 |                                 |                                 |                                 |                                 |                                         |                                         |                                         |                                         | Claus Felix von Amsberg (1890–1953)     | Claus Felix von Amsberg (1890–1953)     | Claus Felix von Amsberg (1890–1953) | Claus Felix von Amsberg (1890–1953) | Claus Felix von Amsberg (1890–1953) | Claus Felix von Amsberg (1890–1953) |                                  |                                  |                                  |                                  |                                 |                                 |                                 |                                 |                                 |                                 |  |  |                                                       |                                                       |                                                       |                                                       |                                                       |                                                       |                                                |                                                |                                                |                                                | Gösta von dem Bussche-Haddenhausen (1902–1996) | Gösta von dem Bussche-Haddenhausen (1902–1996) | Gösta von dem Bussche-Haddenhausen (1902–1996) | Gösta von dem Bussche-Haddenhausen (1902–1996) | Gösta von dem Bussche-Haddenhausen (1902–1996) | Gösta von dem Bussche-Haddenhausen (1902–1996) |                                                |                                                |                                                |                                                |                                                |                                                |                                 |                                 |                                 |                                 |  |  |  |  |  |  |  |  |  |  |  |  |  |  |  |  |  |  |  |  |  |  |  |  |  |  |  |  |  |  |  |  |  |  |  |  |  |  |  |  |  |  |  |  |  |  |  |  |
|                                 |                                 |                                 |                                 |                                 |                                 |                                         |                                         |                                         |                                         | Claus Felix von Amsberg (1890–1953)     | Claus Felix von Amsberg (1890–1953)     | Claus Felix von Amsberg (1890–1953) | Claus Felix von Amsberg (1890–1953) | Claus Felix von Amsberg (1890–1953) | Claus Felix von Amsberg (1890–1953) |                                  |                                  |                                  |                                  |                                 |                                 |                                 |                                 |                                 |                                 |  |  |                                                       |                                                       |                                                       |                                                       |                                                       |                                                       |                                                |                                                |                                                |                                                | Gösta von dem Bussche-Haddenhausen (1902–1996) | Gösta von dem Bussche-Haddenhausen (1902–1996) | Gösta von dem Bussche-Haddenhausen (1902–1996) | Gösta von dem Bussche-Haddenhausen (1902–1996) | Gösta von dem Bussche-Haddenhausen (1902–1996) | Gösta von dem Bussche-Haddenhausen (1902–1996) |                                                |                                                |                                                |                                                |                                                |                                                |                                 |                                 |                                 |                                 |  |  |  |  |  |  |  |  |  |  |  |  |  |  |  |  |  |  |  |  |  |  |  |  |  |  |  |  |  |  |  |  |  |  |  |  |  |  |  |  |  |  |  |  |  |  |  |  |
|                                 |                                 |                                 |                                 |                                 |                                 |                                         |                                         |                                         |                                         |                                         |                                         |                                     |                                     |                                     |                                     |                                  |                                  |                                  |                                  |                                 |                                 |                                 |                                 | Claus van Amsberg (1926–2002)   |                                 |  |  |                                                       |                                                       |                                                       |                                                       |                                                       |                                                       |                                                |                                                |                                                |                                                |                                                |                                                |                                                |                                                |                                                |                                                |                                                |                                                |                                                |                                                |                                                |                                                |                                 |                                 |                                 |                                 |  |  |  |  |  |  |  |  |  |  |  |  |  |  |  |  |  |  |  |  |  |  |  |  |  |  |  |  |  |  |  |  |  |  |  |  |  |  |  |  |  |  |  |  |  |  |  |  |